# Прогон Сгур
Прогон Сгур (на гръцки: Πρόγονος Σγουρός, Про̀гонос Сгуро̀с) е висш византийски военачалник от края на XIII век от Арбърия с ранга велик етериарх. Сгур е господар на Охрид, когато градът е контролиран от Византийската империя.

## Биография
Прогон Сгур от Арбърия е женен за Евдокия, сродница на император Андроник II Палеолог (упр. 1282 – 1328), и така е зет на византийския император.
Около 1294 – 1295 година Прогон възстановява църквата „Света Богородица Перивлепта“ (по-късно „Свети Климент“) в Охрид, който по това време е под византийска власт. Прогон дарява иконостас от 8 панела, заедно с икона на Света Богородица Перивлепта, от която е оцелял само фрагмент. Иконостасът изобразява Големите празници на Църквата. Изписан е от големите солунски зографи Михаил и Евтихий.
Ктиторския надпис в „Света Богородица Перивлепта“ гласи:
| „ | Ἀνηγέρθη ὁ θεῖος καἱ πάνσεπτος ναὸς οὕτος τῆς πανυπεραγίου δεσποίνης ἡμῶν θεοτόκου τῆς περιβλέπτου. διὰ συνδρομἢς κ(αὶ) ἐξόδου καρίου Προγόνου τοῦ Σγούρου μεγάλου. ἑταιριάρχου κ(αὶ) τῆς αυζύγου αὐτοῦ κυρ(ᾶς) Εὐδοκίας κ(αὶ) γαμβροῦ τοῦ κρατίστου κ(αὶ) ἁγίου ἡμῶν αὐτοκ(ράτορος) βασιλέως. ἐπὶ τῆς βασιλείας τοῦ εὐσεβεστάτου βασιλέως κ(αὶ) αὐτοκράτορος Ρωμαίων Ἀνδρονίκου τοῦ Παλαιολόγου κ(αὶ) Εἰρήνης τῆς εὐσεβεστάτης αὐγούστης. ἀρχιερατεύοντος δὲ Μακαρίου τοῦ παναγιωτάτου ἀρχιεπισκόπου τῆς πρώτης Ἰουστινιανῆς κ(αὶ) πάσης Βουλγαρίας ἐπὶ ἔτους ͵ϚΩΓ ἰνδ(ικτιῶνος) β'. | “ |

| „ | Вдигна се този божествен и всечестен храм на всепресветата владичица наша Богородица Перивлепта, със съдействието и разходите на господин Прогон Сгур, велик етериарх, и на съпругата му госпожа Евдокия, зет на силния и свещен наш самодържец на ромеите Андроник Палеолог и на благочестивейшата му съпруга Ирина. При архиерейството на Макарий, всесветейши архиепископ на Първа Юстиниана и цяла България в г. 6803, индикт 2-ри. | “ |